# Eremobates vicinus
Eremobates vicinus är en spindeldjursart som beskrevs av Muma 1963. Eremobates vicinus ingår i släktet Eremobates och familjen Eremobatidae. Inga underarter finns listade i Catalogue of Life.